# Maleville
Maleville är en kommun i departementet Aveyron i regionen Occitanien i södra Frankrike. Kommunen ligger  i kantonen Montbazens som ligger i arrondissementet Villefranche-de-Rouergue. År 2022 hade Maleville 953 invånare.

## Befolkningsutveckling
Antalet invånare i kommunen Maleville
Referens: INSEE